# Varázséji Gusztáv (pénztárnok)
Idősebb Varázséji Gusztáv (Méra, Heves és Külső-Szolnok vármegye, 1824. május 5. – Vác, 1892. július 9.) ipar- és hitelintézeti pénztárnok.

## Élete
Mérán született. Később Vácra került és 1848-ban mint váci nemzetőr vett részt a rácok elleni küzdelemben a Délvidéken. Később a váci Ipar- és Kereskedelmi Bank hivatalnoka volt.
Fia halála után 1887. április 28-án átvette a Váczi Közlöny szerkesztését, melynek haláláig felelős szerkesztője volt; több cikket írt már előbb is a lapba.

## Családja
Neje: Dányi Beátrix, fiai: Gusztáv (1854–1887) lapszerkesztő, Béla (1864–1939) prelátus-kanonok.